# Źródło Hydrografów
Źródło Hydrografów – źródło w dolinie Dłubni, na Wyżynie Olkuskiej (Wyżyna Krakowsko-Częstochowska), w Imbramowicach (gmina Trzyciąż).

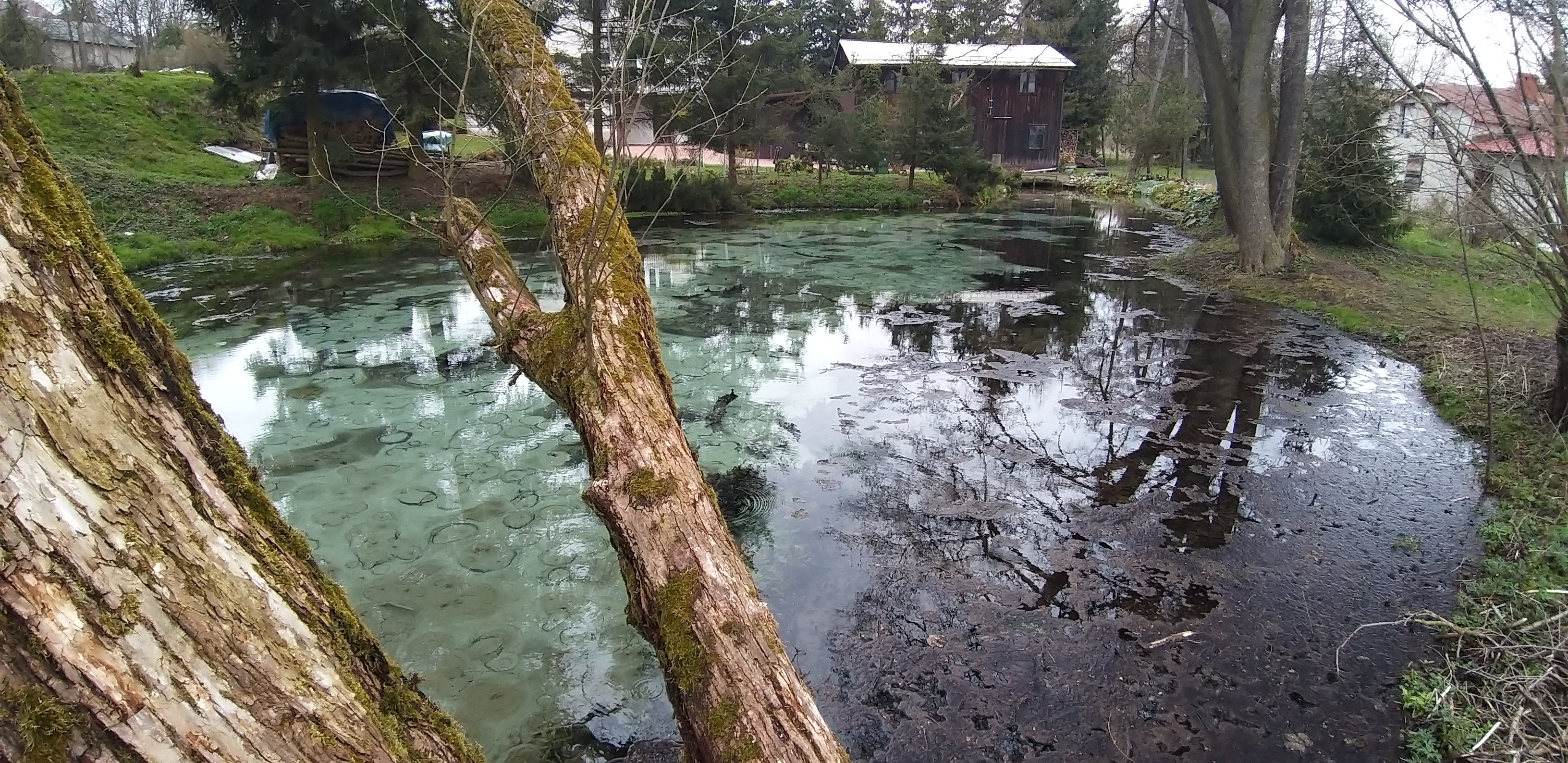
Misa źródliskowa Źródła Hydrografów – w tle drewniany budynek dawnego młyna

Źródło położone jest w pobliżu koryta Dłubni na wysokości 325 m n.p.m.. Klasyfikowane jest jako źródło podzboczowe, spływowo-podpływowe, pulsujące. Odznacza się dużą wydajnością wypływu – przeciętnie około 50-60 l/s, maksymalnie zmierzono 135 l/s. Należy tym samym do najbardziej wydajnych źródeł Wyżyny Krakowsko-Częstochowskiej. Posiada dużą misę źródliskową o średnicy około 25 m. W jej dnie widoczny jest pulsujący wypływ wody, poruszający drobinki piasku.
W źródle stwierdzono obecność kiełżów, wypławków i chruścików. Dwa występujące tu gatunki okrzemków – Fallacia subhamulata i Navicula striolata – umieszczone są na Czerwonej Liście Glonów Polski.
Źródło zostało uznane za pomnik przyrody nieożywionej 31 stycznia 2002 roku. Położone jest na terenie Dłubniańskiego Parku Krajobrazowego.
Przy wypływie wody ze źródła, przy niewielkiej młynówce, znajduje się drewniany budynek, niedziałającego już, młyna. Po kilkudziesięciu metrach woda z młynówki wpada do Dłubni.